# Francesco Maria Appendini
Francesco Maria Appendini, född den 4 november 1768 i Poirino, död i januari 1837 i Zara, var en sydslavisk litteratur- och språkforskare av italiensk börd. 
Appendini, som tillhörde piaristorden, kom 1792 till Ragusa, där han som lärare och gymnasierektor nitiskt studerade det "illyriska" (dvs. det serbokroatiska) språket och litteraturen. Förutom bland annat en Grammatica della lingua illyrica samt Varro illyricus sive de originibus linguæ illyricæ författade han en ragusansk litteraturhistoria, Notizie istorico-critiche (1801–03), som trots många okritiska och vilseledande uppgifter fortfarande är oumbärlig för varje forskare i den sydslaviska renässanslitteraturen.